# Надгробни споменик Игњата Барајевца
Надгробни споменик Игњата Барајевца се налази на православном гробљу у Панчеву и представља непокретно културно добро као споменик културе.
Споменик се налази испред капеле, десно од улаза, израђен је на каменом постољу, од црног мермера. Подигнут је Игњату Барајевцу, знаменитом грађанину Панчева, који се заједно са Томом Сандуловићем, сматра оснивачем панчевачке гимназије. На предњој страни споменика уклесан је натпис: „Панчевачком грађанину и оснивачу панчевачке гимназијске накладе Игњату Барајевцу умрлом 8. јуна 1836. Признање народа.“ 1874.